# Всероссийская федерация волейбола
Всероссийская федерация волейбола (сокр. ВФВ) — управляющая российским волейболом структура. Образована в 1991 году. Член ФИВБ и ЕКВ с 1992 года.

## История развития волейбола вРоссиииСССР
Волейбол появился в России в 1914 году в Казани и Нижнем Новгороде, где его пропагандировали американские инструкторы. В 1915 с волейболом познакомились в Хабаровске и Владивостоке. В 1922 году первыми организациями, начавшими культивировать новую игру в Москве, стали Всевобуч, театральные студии и студенческие общества
Официальной датой рождения советского волейбола принято считать 28 июля 1923 года, когда в Москве при официальном судействе состоялся матч между мужскими командами Высших художественно-театральных мастерских (ВХУТЕМАС) и Государственной школы кинематографии (ГШК). Развитием волейбола занималась секция ручных игр Всесоюзного совета физической культуры (ВСФК).
С середины 1920-х годов стали появляться волейбольные команды в Харькове, Баку, Тифлисе, Грозном, Ленинграде.
С 1927 в Москве начали проводиться официальные соревнования на первенство города.
Большое значение для дальнейшего развития волейбола в СССР было его включение в программу Всесоюзной спартакиады 1928 года. Подготовка к этим соревнованиям проходила по всей стране. Отборочные турниры были проведены в Москве, Харькове и Тифлисе. Основные соревнования состоялись в Москве. В мужском турнире победила команда Украины, в женском — сборная Москвы.
После Всесоюзной спартакиады популярность волейбола стала расти бурными темпами. В таких волейбольных центрах как Москва, Ленинград, Харьков количество команд насчитывало многие десятки. Значительно расширилась и география игры. Секции и команды стали возникать во многих городах РСФСР, Украины, Белоруссии, Закавказья, Средней Азии. Проводились многочисленные турниры среди сборных команд городов, множество показательных матчей.
В 1932 году в качестве самостоятельной структуры в рамках ВСФК была образована Всесоюзная секция волейбола (с 1959 — Федерация волейбола СССР). Её первым председателем был избран Александр Абрамович Поташник.
Популярность волейбола в стране постоянно росла и появилась необходимость проведения соревнований нового типа. В апреле 1933 года в Днепропетровске состоялся Всесоюзный волейбольный праздник, в котором участвовали команды всех волейбольных центров страны. Победителями турнира стали мужская и женская сборные команды Москвы. По своему значению эти соревнования фактически были уже чемпионатом СССР. Поэтому принято исчислять порядковые номера всесоюзных чемпионатов, начиная с 1933 года.
С 1938 года чемпионаты СССР стали проходить между клубными командами. Первыми победителями подобных соревнований стали «Спартак» (Ленинград) у мужчин и «Спартак» (Москва) у женщин.
В 1947 году советский волейбол вышел на международную арену. В августе в Праге (Чехословакия) на I Всемирном фестивале демократической молодёжи и студентов мужская сборная Ленинграда (усиленная волейболистами Москвы) одержала уверенную победу в турнире. В октябре того же года московское «Динамо» (усиленное игроками других московских клубов) в ходе турне по Польше обыграло всех своих соперников.
В 1948 году Всесоюзная секция волейбола была принята в ФИВБ.
В сентябре 1949 в Праге (Чехословакия) женская сборная команда СССР выступила на I чемпионате Европы, а мужская — на I чемпионате мира. Обе команды стали победителями соревнований.
В 1950 году проведён первый розыгрыш Кубка СССР. Обладателями нового почётного трофея стали мужская и женская команды «Динамо» (Москва).
В октябре 1950 в Софии (Болгария) мужская сборная команда СССР впервые выступила на чемпионате Европы и выиграла его.
В августе 1952 в Москве женская сборная команда СССР дебютировала на чемпионате мира и стала победителем соревнований.
В 1956 году в Москве проведена I летняя Спартакиада народов СССР, победителями которой в соревнованиях по волейболу стали мужская сборная команда Украины и женская — Москвы. Эти соревнования одновременно были и чемпионатом СССР. Волейбол неизменно присутствовал на всех последующих Спартакиадах.
В 1960 впервые был разыгран Кубок европейских чемпионов по волейболу среди мужских клубных команд, обладателем которого стала команда ЦСКА. Аналогичный женский турнир прошёл в 1961 году и его победителем стала также советская команда «Динамо» (Москва).
В 1964 году в Токио (Япония) впервые в программе Олимпийских игр были проведены соревнования по волейболу. Мужская сборная команда СССР стала победителем, а женская заняла 2-е место.
Год спустя в Польше впервые был разыгран Кубок мира среди мужских национальных сборных команд, обладателем которого стала сборная СССР.
В 1966 году сборные команды СССР дебютировали на первенствах Европы среди молодёжных команд. И мужская и женская команды стали чемпионами.
В 1973 году ЕКВ впервые провела розыгрыш Кубка обладателем кубков для клубных команд, победителями которого стали волейболисты команды «Звезда» (Ворошиловград) и спортсменки ЦСКА.
В 1977 сборные команды СССР дебютировали на чемпионате мира среди юниоров. Мужская команда стала чемпионом.
В сезоне 1990/1991 под эгидой Федерации волейбола СССР были проведены последние чемпионат СССР и розыгрыш Кубка СССР, а в олимпийском сезоне 1992 были разыграны уже открытые чемпионаты России для женских команд и СНГ — для мужских.
В 1991 году была образована Всероссийская федерация волейбола. Президентом избран Валентин Васильевич Жуков, занимавший этот пост до 2004 года.
С 1 октября 1992 года Федерация волейбола СССР прекратила своё членство в ФИВБ и ЕКВ. Членами этих международных организаций стали федерации волейбола России, Украины, Беларуси и других бывших союзных республик.

### Председатели Федерации волейбола СССР
1932—1949 — Александр Абрамович Поташник
1949—1950 — Александр Сергеевич Аникин
1952—1967 — Владимир Иванович Саввин
1967—1969 — Владимир Григорьевич Балтаджи
1970—1971 — Юрий Александрович Парфёнов
1971—1975 — Владимир Иванович Саввин
1976—1980 — Николай Александрович Шашков
1980—1989 — Юрий Васильевич Торшилов
1989—1992 — Геннадий Николаевич Шибаев

### Президенты Всероссийской федерации волейбола
1991—2004 — Валентин Васильевич Жуков
2004—2009 — Николай Платонович Патрушев
с 2010 — Станислав Владимирович Шевченко (в 2009—2010 — и. о. президента)

## Структура ВФВ
Высший орган Всероссийской федерации волейбола — Конференция, которая может иметь статус отчётно-выборной (проводится раз в 4 года для выборов руководства федерации) и внеочередной (для решения других вопросов). Последняя 13-я отчётно-выборная конференция прошла в декабре 2008 года в Москве.
Для решения задач, поставленных Конференцией перед ВФВ, а также уставных требований, делегаты конференции сроком на 4 года избирают Президиум. Из состава своих членов Президиум избирает Исполнительный комитет, который проводит в жизнь решения Конференции и Президиума ВФВ, а также организует повседневную деятельность федерации. Руководит его работой Президент Всероссийской федерации волейбола, избираемый Конференцией сроком на 4 года. Кроме президента в состав Исполкома входят первый вице-президент ВФВ, вице-президенты, генеральный секретарь, генеральный директор и другие члены.
Для решения специальных задач, стоящих перед ВФВ, в её структуре созданы постоянные технические комиссии и советы: международная комиссия, комиссия по материально-техническому обеспечению соревнований и учебно-тренировочного процесса, совет пляжного волейбола, совет ветеранов. Также в структуру ВФВ входит Всероссийская коллегия судей и избираемые на конференции Арбитраж и Контрольно-ревизионная комиссия.
В состав Всероссийской федерации волейбола входят 83 волейбольные федерации Москвы, Санкт-Петербурга, республик, краёв, областей и округов Российской Федерации. Кроме того, образованы 4 ассоциации региональных федераций волейбола (АРФВ): Дальневосточная, Центра России, Сибири, Урала.

## Руководство ВФВ
- Шевченко Станислав Владимирович — президент ВФВ.
- Ярёменко Александр Михайлович — генеральный секретарь ВФВ.
- Горбенко Андрей Владимирович — вице-президент ВФВ, генеральный директор ВФВ.
- Карполь Николай Васильевич — вице-президент ВФВ.
- Шипулин Геннадий Яковлевич — вице-президент ВФВ.
- Паткин Владимир Леонидович — исполнительный директор ВФВ.
- Жуков Валентин Васильевич — почетный президент ВФВ.

- Патрушев Николай Платонович — председатель Наблюдательного Совета ВФВ.

## Спонсоры
- ВТБ — спонсор ВФВ, генеральный спонсор мужской сборной команды России по волейболу.
- Внешэкономбанк — спонсор ВФВ, генеральный спонсор женской сборной команды России по волейболу.

## Официальные соревнования
В рамках своей деятельности Всероссийская федерация волейбола отвечает за проведение следующих ежегодных турниров:
- Чемпионаты России среди мужчин и женщин.
- Розыгрыши Кубка России среди мужчин и женщин
- Суперкубок России по волейболу
- Чемпионаты России среди юношей и девушек
- Всероссийские соревнования ветеранов
- Соревнования по пляжному волейболу